# بتاحشبس
بتاحشبس كان مسؤولًا مصريًا قديمًا عاش في نهاية الأسرة الرابعة وبداية الأسرة الخامسة. كان لقبه الرئيسي هو (أعظم قادة الحرفيين)، والذي أصبح في فترات لاحقة التسمية الرئيسية لكاهن بتاح الأكبر.
استدل على وجود بتاحشبس من باب مزيف عثر عليه في قبره وهو معروض اليوم في المتحف البريطاني (رقم EA 862). وهناك قطعة صغيرة من هذا الباب محفوظة في متحف المعهد الشرقي في شيكاغو (رقم 11084)، يعرف بتاحشبس أيضًا من التماثيل وكان له مصطبة في سقارة.
في 2022-2023، أعاد المعهد التشيكي لعلم المصريات اكتشاف مقبرة بتاحشبسيس بعد 160 عامًا من التنقيب الأولي الذي قام به أوغست مارييت.